# María Wonenburger
María Josefa Wonenburger Planells, född 19 juli 1927 i Oleiros i Spanien, död 14 juni 2014 i A Coruña, var en spansk matematiker verksam huvudsakligen i USA och Kanada. Hon var den första spanska kvinna som fick ett Fulbright-stipendium. Hon var specialist på gruppteori och likhetsgrupper inom Cliffordalgebror, men framför allt var hon känd för sin utveckling av Liealgebror. Hon kom med inspiration för teorin om Kac-Moody-algebror.

## Biografi

### Utbildning
Wonenburger föddes i Montrove med härstamning från Alsace på fädernet och från Valenciaregionen på mödernet. Fadern Julio Wonenburger hade en mekanisk verkstad. Hon studerade i den galiciska staden A Coruña vid gymnasiet Eusebio da Guarda. Hon var förtjust i både rullhockey och basket, liksom Bachs musik, samt läste engelska och tyska. Trots familjens önskan att studera teknik för att arbeta i familjeföretaget fick hon en examen i matematik från nuvarande Universidad Complutense de Madrid 1950, där han undervisades av den aragonesiska fysikern Julio Palacios. Där fick han också sin doktorsexamen med en avhandling handledd av Germán Ancochea och Tomás Rodríguez Bachiller.

### Verksamhet i Amerika
1953 fick hon ett av de första Fulbright-stipendierna, som gjorde det möjligt för henne att studera vid Yale University i USA. Arbetet med hennes doktorsavhandling 1957 om gruppteori, On the group of similitudes and its projective group, handleddes av den framstående algebraisten Nathan Jacobson. Tillbaka i Spanien arbetade hon som forskare vid Consejo Superior de Investigación Científica (CSIC) i tre år utan att få sin doktorsexamen erkänd officiellt. 1960 åkte hon utomlands igen efter att ha fått ett stipendium från University of Toronto, i Ontario i Kanada, där hon var den enda kvinnliga läraren. Där var hon doktorandhandledare för Robert Moody, som senare arbetade med vad som blev känt som Kac-Moody-teorin om algebror, som inspirerades av Wonenburger.
1966 flyttade hon till USA, till University of Buffalo, och året därpå, 1967, fick hon en tjänst vid Indiana University, där hon stannade fram till 1983.
På grund av sin mors sjukdom återvände hon till La Coruña 1983 och hade ingen kontakt med den akademiska världen, med undantag för sporadiskt samarbete med institutioner som AGAPEMA.

## Utmärkelser
Wonenburger förblev i glömska tills en grupp matematikstudenter identifierade henne som inspiration för Kac-Moody-teorin. Då började hon ta emot erkännanden som:
- 2007: Hedersmedlem av Real Sociedad Matemática Española(es).[15]
- 2010: Hedersdoktor vid Universidad de La Coruña(es)

### Premio María Josefa Wonenburger Planells
Junta de Galicia skapade Premio María Josefa Wonenburger Planells, som har delats ut årligen sedan 2007 till en galicisk kvinna med enastående meriter inom forskning, vetenskap och teknik. Mottagare har varit:
- Inmaculada Paz Andrade 2007
- María Teresa Miras Portugal 2008
- María Soledad Soengas González 2009
- Carmen Navarro Fernández-Balbuena 2010
- Ofelia Rey Castelao 2011
- María Tarsy Carballas Fernández 2012
- María José Alonso Fernández 2013
- Carmen García Mateo 2014
- Isabel Aguirre de Úrcula 2015[16]
- Peregrina Quintela Estévez 2016[17]
- Begoña Vila Costas 2017[17]
- Alicia Estévez Toranzo 2018[17]
- Mabel Loza 2019[17]
- Amparo Alonso Betanzos 2020[17]